# Paeonia parnassica
Paeonia parnassica là một loài thực vật có hoa trong họ Paeoniaceae. Loài này được Tzanoud. miêu tả khoa học đầu tiên năm 1984.